# Rhyncomya desertica
Rhyncomya desertica är en tvåvingeart som beskrevs av Peris 1951. Rhyncomya desertica ingår i släktet Rhyncomya och familjen Rhiniidae. Inga underarter finns listade i Catalogue of Life.